# Marie-Claire Restoux
Marie-Claire Restoux (La Rochefoucauld, 9 de abril de 1968) es una deportista francesa que compitió en judo.
Participó en los Juegos Olímpicos de Atlanta 1996, obteniendo una medalla de oro en la categoría de –52 kg. Ganó tres medallas en el Campeonato Mundial de Judo entre los años 1995 y 1999, y tres medallas en el Campeonato Europeo de Judo entre los años 1996 y 1998.

## Palmarés internacional
| Juegos Olímpicos   | Juegos Olímpicos         | Juegos Olímpicos  | Juegos Olímpicos |
| Año                | Lugar                    | Medalla           | Categoría        |
| ------------------ | ------------------------ | ----------------- | ---------------- |
| 1996               | Atlanta (Estados Unidos) | Medalla de oro    | –52 kg           |
| Campeonato Mundial |                          |                   |                  |
| Año                | Lugar                    | Medalla           | Categoría        |
| 1995               | Chiba (Japón)            | Medalla de oro    | –52 kg           |
| 1997               | París (Francia)          | Medalla de oro    | –52 kg           |
| 1999               | Birmingham (Reino Unido) | Medalla de bronce | –52 kg           |
| Campeonato Europeo |                          |                   |                  |
| Año                | Lugar                    | Medalla           | Categoría        |
| 1996               | La Haya (Países Bajos)   | Medalla de bronce | –52 kg           |
| 1997               | Ostende (Bélgica)        | Medalla de bronce | –52 kg           |
| 1998               | Oviedo (España)          | Medalla de bronce | –52 kg           |